# Giovanni Giacinto Stella
Giovanni Giacinto Stella (Carcare, 15 agosto 1822 – Sciotel, 20 ottobre 1869) è stato un missionario lazzarista italiano.
Dopo gli studi al seminario di Genova e alla facoltà di teologia di Torino e l'ordinazione a sacerdote, nel 1847 partì missionario alla volta dell'Abissinia. Nel 1851, insieme a padre Giuseppe Sapeto, si inoltrò tra le popolazioni bogos che vivevano nei pressi della città di Keren (oggi in Eritrea). Conquistatosi la fiducia dei nativi, cercò di dare vita ad una colonia agricola nel territorio dello Sciotel, dove nel 1865 ottenne dal capo locale, il deggiac Hailù, una concessione di 90 miglia quadrate. Postosi in contrasto con i suoi superiori, sia per tale iniziativa, sia perché da anni conviveva con un'indigena, l'anno successivo abbandonò l'abito religioso. La colonia italo-africana di Sciotel, ufficialmente fondata il 20 febbraio 1867 con l'imprenditore Pompeo Zucchi e altri soci (in maggioranza italiani residenti in Egitto), non ebbe però successo e si sciolse poco dopo, e nel 1869 la morte di padre Stella mise definitivamente termine all'impresa.
Lasciò numerosi manoscritti, incluse alcune grammatiche e dizionari della lingua amarica.